# Hallgeir Engebråten
Hallgeir Engebråten (Kongsvinger, 17 dicembre 1999) è un pattinatore di velocità su ghiaccio norvegese.

## Biografia
Ai campionati europei di Heerenveen 2020 ha vinto la medaglia di bronzo nell'inseguimento a squadre, gareggiando con i connazionali Sverre Lunde Pedersen e Håvard Bøkko.

## Palmarès
- Giochi olimpici

Pechino 2022: oro nell'inseguimento a squadre, bronzo nei 5000 m.
- Campionati europei

Heerenveen 2020: bronzo nell'inseguimento a squadre;